# Kostenszky Géza
Kostenszky Géza (Bécs, 1865. – Nyitra, 1895. május 12.) hírlapíró, Nyitra vármegyei aljegyző, a FEMKE jegyzője, majd titkára.

## Élete
Szülei Kostenszky Adolf (1825-1903) és Bauer Georgine, testvérei Béla és Ella voltak. Felesége Latkóczy Irén (Latkóczy Imre belügyi államtitkár, országgyűlési képviselő és Mérey Adél lánya), lányuk Etelke (Kortsák Károly Ödön felesége).
A selmecbányai evangélikus líceumban tanult, majd jogi tanulmányokat folytatott a Budapesti Királyi Magyar Tudomány-Egyetemen. Az egyetemi ifjúság aktív tagja volt. Egy időben Nagysurányban élt.
Nyitra vármegyében előbb pöstyéni szolgabíró, majd 5 évig vármegyei aljegyző volt. A vármegyénél vasútügyi előadó, 1891-től a nyitrai világi protestáns bizottság tagja. Munkálkodásának igazi tere azonban a Felvidéki Magyar Közművelődési Egyesületnél nyílt, a Felvidéken a magyar kultúra misszionáriusa volt. Szónokolt, felolvasásokat tartott, hogy propagálja az egyesület hazafias törekvéseit. Egyedül vezette az egyesület központi irodáját is, melynek titkára volt. Játszott zongorán is. 1893-ban az árvai szegény szlovák gyermekek Alföldre vitelét szervezte. 1893-ban indítványozták, hogy a FEMKE feliratot intézzen a kormányhoz, hogy a sajtószabadság megóvása mellett a nemzetiségi izgatást erélyesen büntesse. 1894-ben Nyitra vármegye szlovákellenes országgyűlési beadványában segédkezett. 
Bírálta Grünwald Bélát, amiért az elutasította az egyházi kézben lévő népiskolák államosítását.
Hosszas, súlyos betegségben szenvedett, Arcóban kezeltette magát. Tüdővészben hunyt el. 1895. május 14-én temették el, a nyitrai temetőben nyugodott, mára csak a FEMKE által állíttatott sírköve maradt meg, melyet 1897-ben állíttattak.

## Művei
Első cikkei a Nyitramegyei Közlönyben jelentek meg, majd az általa kiadott és szerkesztett hetilapban a Felvidéki Nemzetőrben (FEMKE Közlönye 1891. január 1-től megszűnéséig szeptember 25-ig) publikált. További cikkei a Vasárnapi Ujságban és a Fővárosi Lapokban jelentek meg.
- 1888 Férfi tervez, asszony végez (vígjáték, bemutatták Nagysurányban[11])
- 1890 A felvidéki magyar közművelődési egyesület VIII. közgyűlése. Vasárnapi Ujság 419-422.
- 1893 A szinészet fürdőinkben. Fővárosi Lapok 1893/223
- 1893 A nemzetiségek és az egyházpolitikai reformok. Nemzet 12/87, 5 (március 29.)
- 1893 Nemzeti politika a Felvidéken. Budapest
- 1894 A Nyitrán 1894. évi szept. 29-től okt. 25-ig rendezett nyitramegyei házi- és nőiparkiállítás katalógusa. Nyitra